# Difração de pó

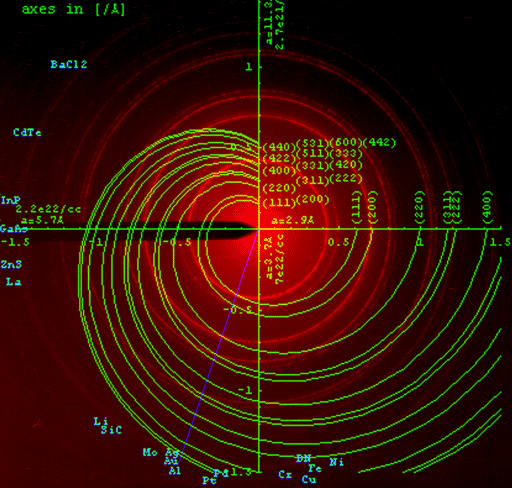
Padrão eletrônico de poeira (vermelho) de um filme de Al com uma espiral fcc em sobreposição (verde) e uma linha de intersecções (azul) que determina um parâmetro de retículo.

Difração de pó é uma técnica científica que usa difração de raios X, nêutrons ou elétrons sobre amostras de pó ou microcristalina para a caracterização estrutural dos materiais.

## Explanação
Idealmente, cada orientação cristalina possível é representada muito igualmente em uma amostra pulverizada. A média orientacional resultante causa o espaço recíproco tridimensional que é estudado em uma difração de cristal única a ser projetada sobre uma única dimensão. O espaço tridimensional pode ser descrito com eixos (recíprocos) x*, y* e z* ou alternativamente em coordenadas esféricas q, φ* e χ*. Em difração de pó, intnsidade é homogênea sobre φ* e χ*, e somente q permanece como um grandeza mensurável importante. Na prática, é algumas vezes necessário girar a orientação da amostra para eliminar os efeitos de textura e alcançar sua verdadeira aleatoriedade.

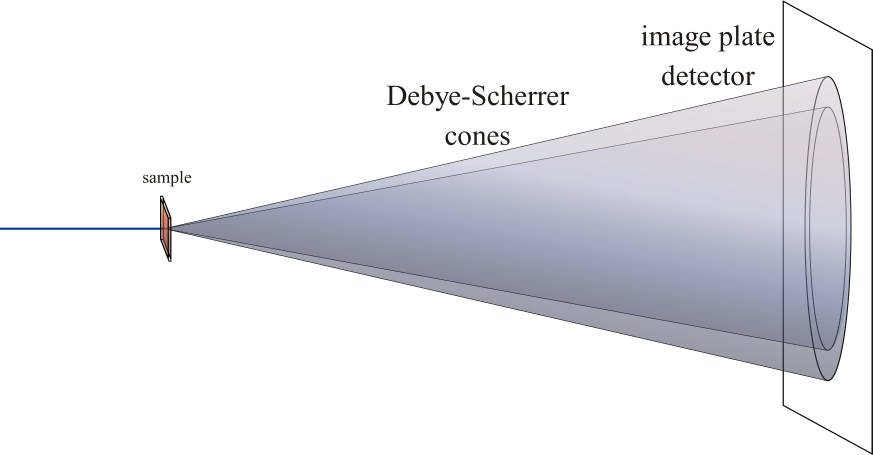
Difração de pó bidimensional configurada com detector de placa plana(Ref.)

Quando a radiação dispersa é coletada sobre uma placa detectora plana, a média rotacional conduz a anéis de difração suaves em torno do eixo do feixe, ao invés das discretas manchas de Laue observadas na difração de cristais únicos. O ângulo entre o eixo do feixe e o anel é chamado ângulo de dispersão e em cristalografia de raios-X sempre denotado como 2θ. (Em dispersão de luz visível a convenção é usualmente chamá-lo θ). Em acordo com a lei de Bragg, cada anel corresponde a um vetor retículo recíproco particular {\displaystyle G} no cristal amostra. Isto conduz à definição do vetor dispersão como:
{\displaystyle G\ =\ q\ =\ 2\ k\ \sin(\theta )=4\ \pi \ \sin(\theta )\ /\ \lambda .}